# Urząd Bordesholm
Urząd Bordesholm (niem. Amt Bordesholm) – urząd w Niemczech w kraju związkowym Szlezwik-Holsztyn, w powiecie Rendsburg-Eckernförde. Siedziba urzędu znajduje się w miejscowości Bordesholm.
W skład urzędu wchodzi 14 gmin:
1. Bissee
2. Bordesholm
3. Brügge
4. Grevenkrug
5. Groß Buchwald
6. Hoffeld
7. Loop
8. Mühbrook
9. Negenharrie
10. Reesdorf
11. Schmalstede
12. Schönbek
13. Sören
14. Wattenbek